# Cody Bolton
Carl Donovan Bolton (Richmond, Virginia, 19 de junio de 1998), más conocido como Cody Bolton, es un jugador profesional estadounidense de béisbol que se desempeña en la posición de lanzador en Seattle Mariners, equipo de las Grandes Ligas de Béisbol (MLB).

## Carrera
Bolton hizo su debut en la MLB con el equipo Pittsburgh Pirates, en el cual jugó una temporada (2023), después pasó a Seattle Mariners, donde lleva jugando una temporada.